# Kubok SSSR 1948
La Kubok SSSR 1948 fu la 9ª edizione del trofeo. Vide la vittoria finale del CDKA Mosca, al suo secondo titolo, che vinse in finale contro lo Spartak Mosca.

## Formula
Fu ripristinata la formula del torneo del 1946: l'intera manifestazione durò meno di un mese e fu disputata al termine dei campionati; tutti gli incontri furono giocati a Mosca.
Ci furono cinque turni, come da tradizione tutti ad eliminazione diretta e in gara unica; come da tradizione la finale fu giocata allo Stadio Dinamo (Mosca), sede di quasi tutti gli incontri.
Presero parte al torneo le 14 partecipanti alla Pervaja Gruppa 1948 cui si aggiunsero Dinamo Erevan, Dinamo Kazan, Dzeržinec Chelyabinsk, Lokomotiv Charkiv, Dzeržinec Chelyabinsk e Metallurg Mosca, che erano giunti al girone finale della Vtoraja Gruppa 1948 (seconda serie sovietica).

## Primo turno
Le gare furono disputate tra il 25 e il 27 settembre 1948.
| Squadra 1             | Risultato   | Squadra 2                |
| --------------------- | ----------- | ------------------------ |
| Zenit San Pietroburgo | 4 – 1       | Dinamo Kazan             |
| Dinamo Leningrado     | 2 – 1       | Kryl'ja Sovetov Kujbyšev |
| Dinamo Kiev           | 2 – 1 (dts) | Dinamo Erevan            |
| Torpedo Mosca         | 5 – 1       | Torpedo Stalingrado      |

## Ottavi di finale
Le gare furono disputate tra il 28 settembre e il 3 ottobre 1948.
| Squadra 1             | Risultato | Squadra 2             |
| --------------------- | --------- | --------------------- |
| Kryl'ja Sovetov Mosca | 0 – 1     | Lokomotiv Charkiv     |
| Dinamo Mosca          | 3 – 0     | DO Tashkent           |
| CDKA Mosca            | 3 – 0     | Dinamo Minsk          |
| Torpedo Mosca         | 3 – 1     | Zenit Leningrado      |
| Spartak Mosca         | 3 – 0     | Dzeržinec Chelyabinsk |
| Dinamo Kiev           | 2 – 1     | Dinamo Leningrado     |
| VVS Mosca             | 2 – 1     | Metallurg Mosca       |
| Lokomotiv Mosca       | 0 – 1     | Dinamo Tbilisi        |

## Quarti di finale
Le gare furono disputate tra il 4 e il 12 ottobre 1948.
| Squadra 1     | Risultato | Squadra 2         |
| ------------- | --------- | ----------------- |
| Dinamo Mosca  | 7 – 1     | Lokomotiv Charkiv |
| Spartak Mosca | 1 – 0     | Dinamo Kiev       |
| VVS Mosca     | 1 – 2     | Dinamo Tbilisi    |
| CDKA Mosca    | 3 – 1     | Torpedo Mosca     |

## Semifinali
Le gare furono disputate tra il 15 e il 18 ottobre 1948.
| Squadra 1     | Risultato | Squadra 2      |
| ------------- | --------- | -------------- |
| Spartak Mosca | 1 – 0     | Dinamo Tbilisi |
| CDKA Mosca    | 1 – 0     | Dinamo Mosca   |

## Finale
| Mosca 21 luglio 1948, ore ?:?                                    | CDKA Mosca | 3 – 0 referto | Spartak Mosca | Stadio Dinamo (Mosca) (75000 spett.) |
| \| \| \| \| \| Solov'ëv 20’, 51’ Nikolaev 71’ \| Marcatori \| \| |            |               |               |                                      |
|                                                                  |            |               |               |                                      |
| Solov'ëv 20’, 51’ Nikolaev 71’                                   | Marcatori  |               |               |                                      |